# Загорянская (платформа)
Загоря́нская — остановочный пункт хордовой линии Мытищи — Фрязево Ярославского направления Московской железной дороги. Расположен близ дачного поселка Загорянский городского округа Щёлково / Щёлковского района Московской области.
Не оборудована турникетами.
Время движения от Ярославского вокзала — около 54 минут, экспрессы — 33—38 минут, от станции Фрязево — около 58 минут.

## История
Названа по фамилии землевладельца — в начале XX века это было имение С. П. Кисель-Загорянской. До середины 30х годов XX века была полустанком, и на ней останавливались единицы поездов. Электрифицирована с 1935 года.

## Транспорт
Автобусы: 
- 24 (мкр. Заречный — ст. Щёлково — пл. Загорянская)
- 48 (ст. Болшево — ул. Горького — пл. Загорянская)

Микроавтобусы:
- 44 (мкр. Заречный — пл. Загорянская)
- 10 ("Глобус" — пл. Воронок — пл. Загорянская)
- 58 (ст. Подлипки — пл. Загорянская — ст. Щёлково)

## Особенности
- Платформа после реконструкции 2009 г. оказалась ниже входных дверей электропоездов на 30 см, и не достает до их края на 20 см, что создает огромные трудности малоподвижным категориям граждан.
- Кассы и зал ожидания остались только на платформе в сторону Москвы, на платформе в сторону Фрязево демонтированы при реконструкции. Чтобы купить билет и попасть на платформу в сторону Фрязево, надо пройти около 0,8 километра (приходится обходить рынок) и потратить около 8 минут (не считая очереди в кассу)
- Касса работает круглосуточно, независимо от движения электропоездов.
- В утренний час пик (7-8 часов) очередь за билетом в кассу растягивается на 15—20 минут.
- С платформы в Москву имеется два спуска в виде лестничных маршей, хотя изначально имелось 4 спуска. С платформы в сторону Фрязево имеется 3 спуска, спуск из первого вагона состоит из двух лестничных маршей, расположенных под углом 90 град. Изначально было так же 4 спуска. Спусков для инвалидов не предусмотрено.
- Километровый столб 28 км стоит точно посередине платформы в сторону Фрязево.

## Фотогалерея

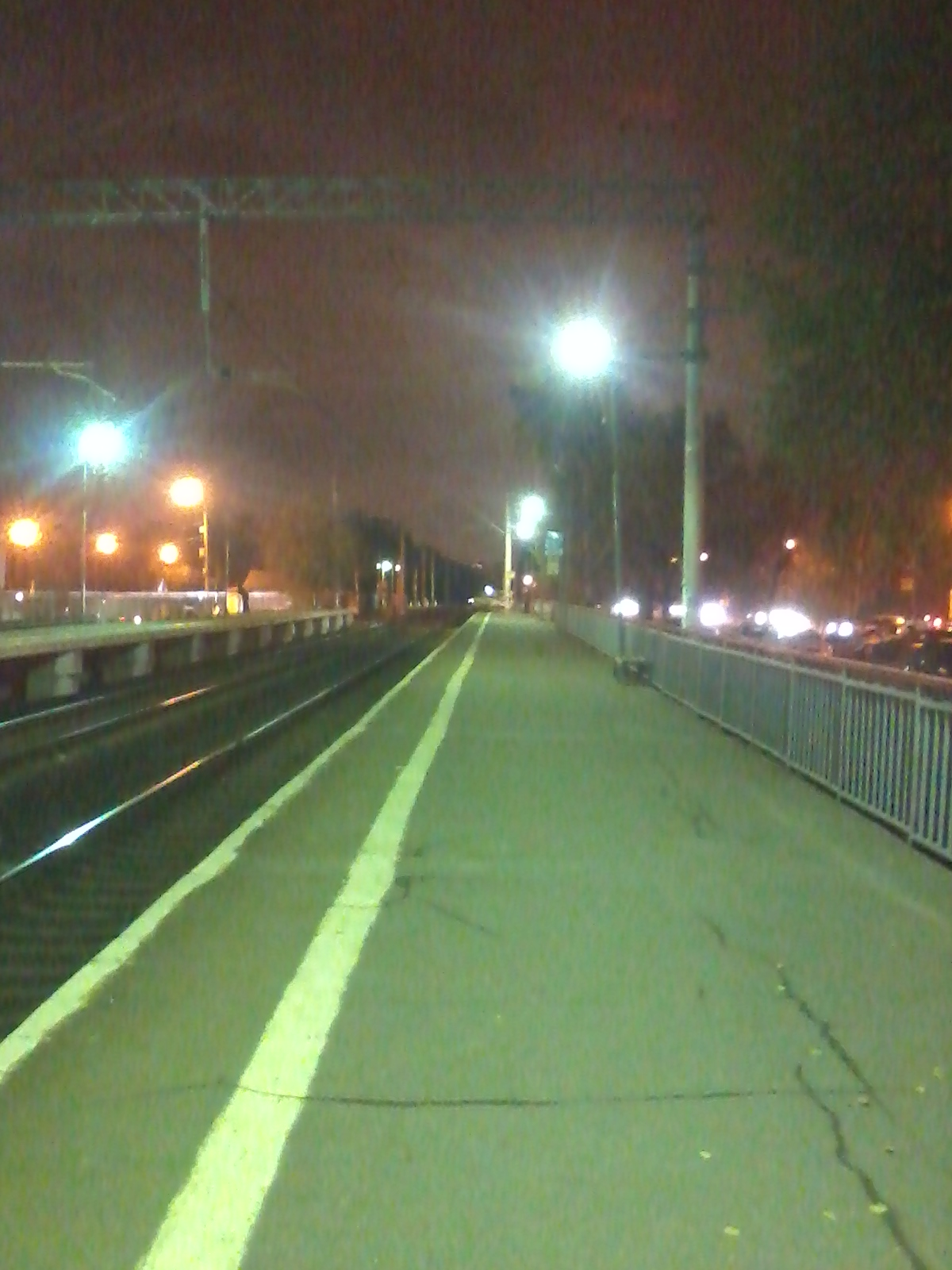
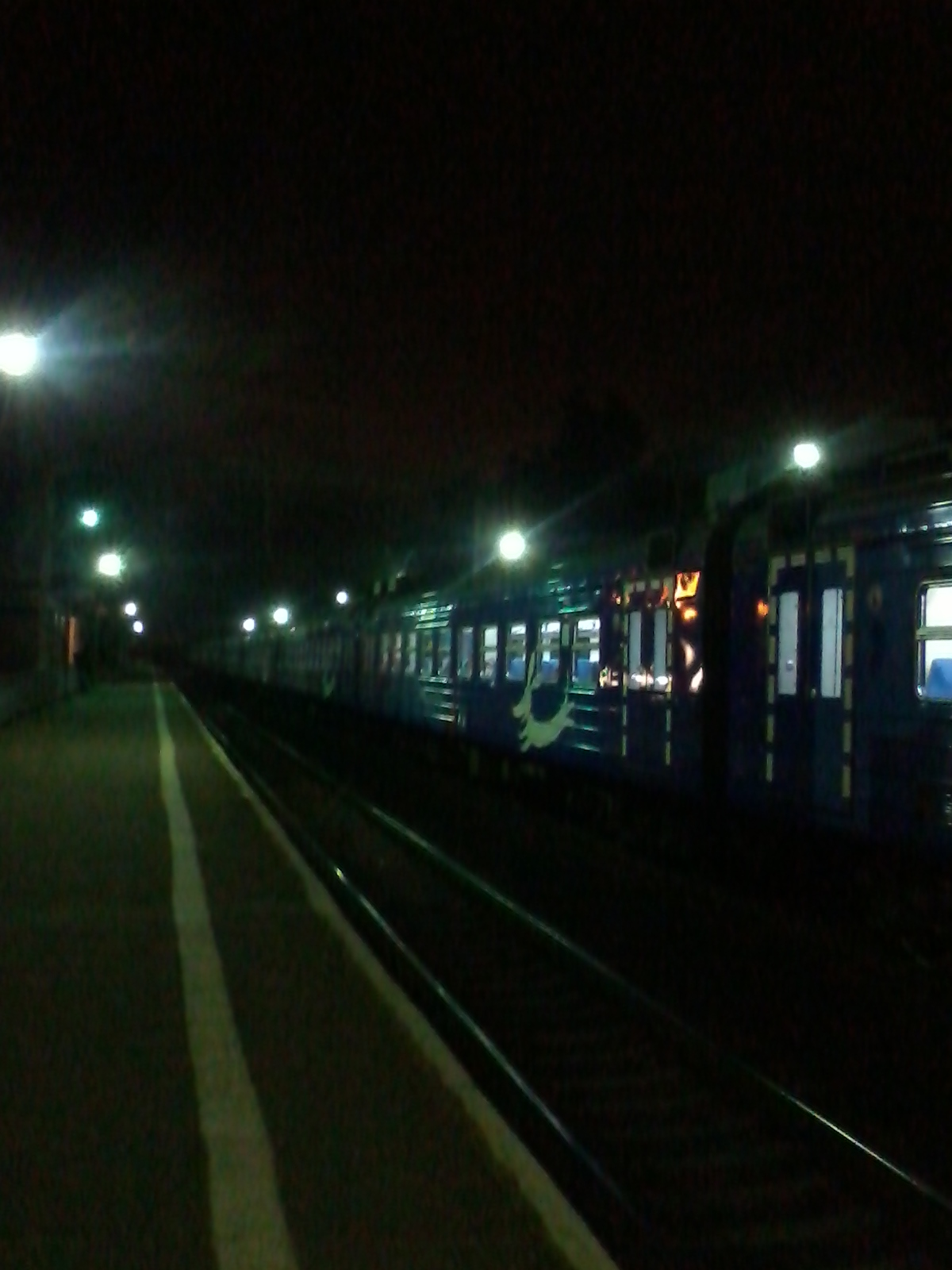
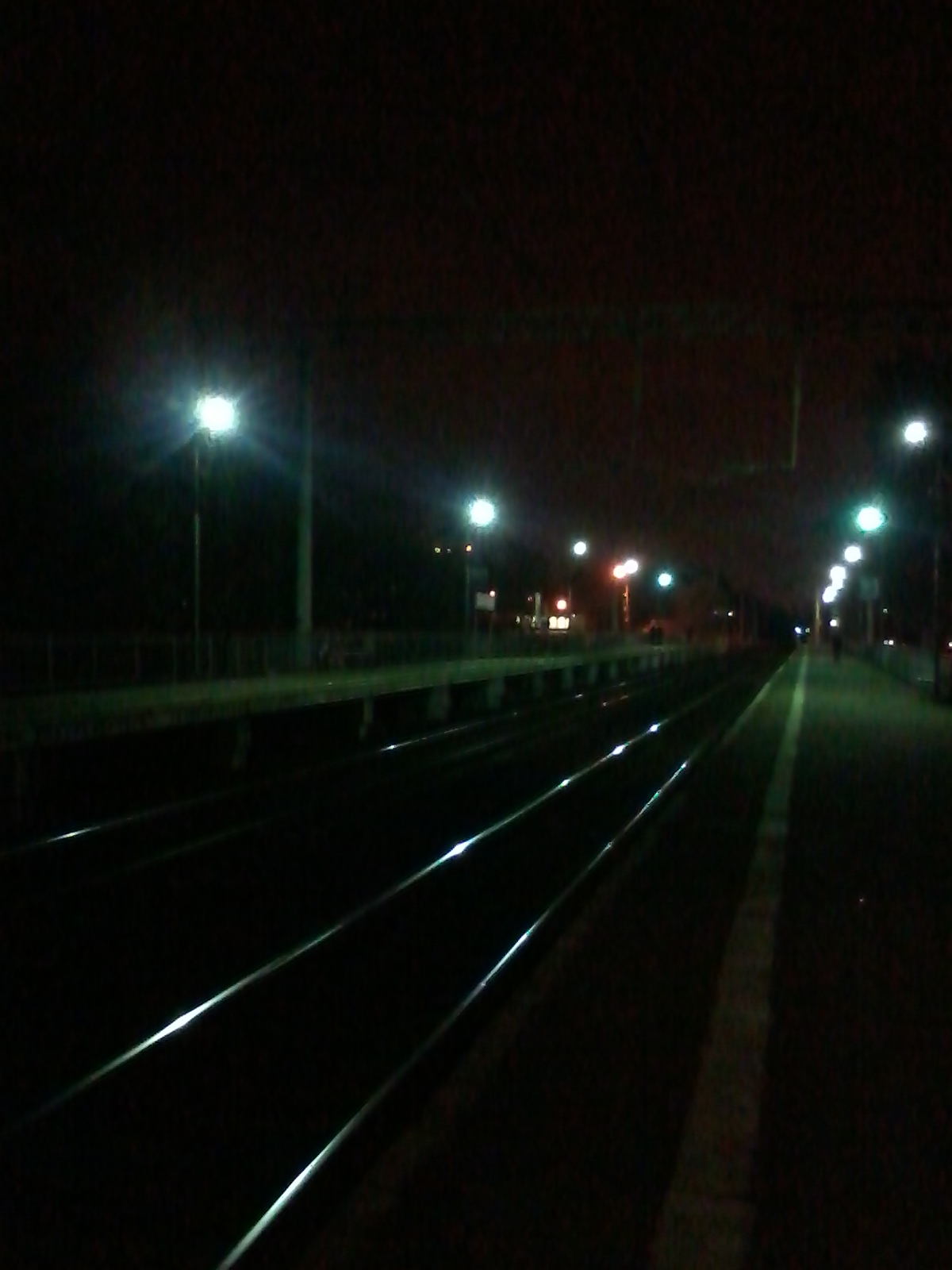
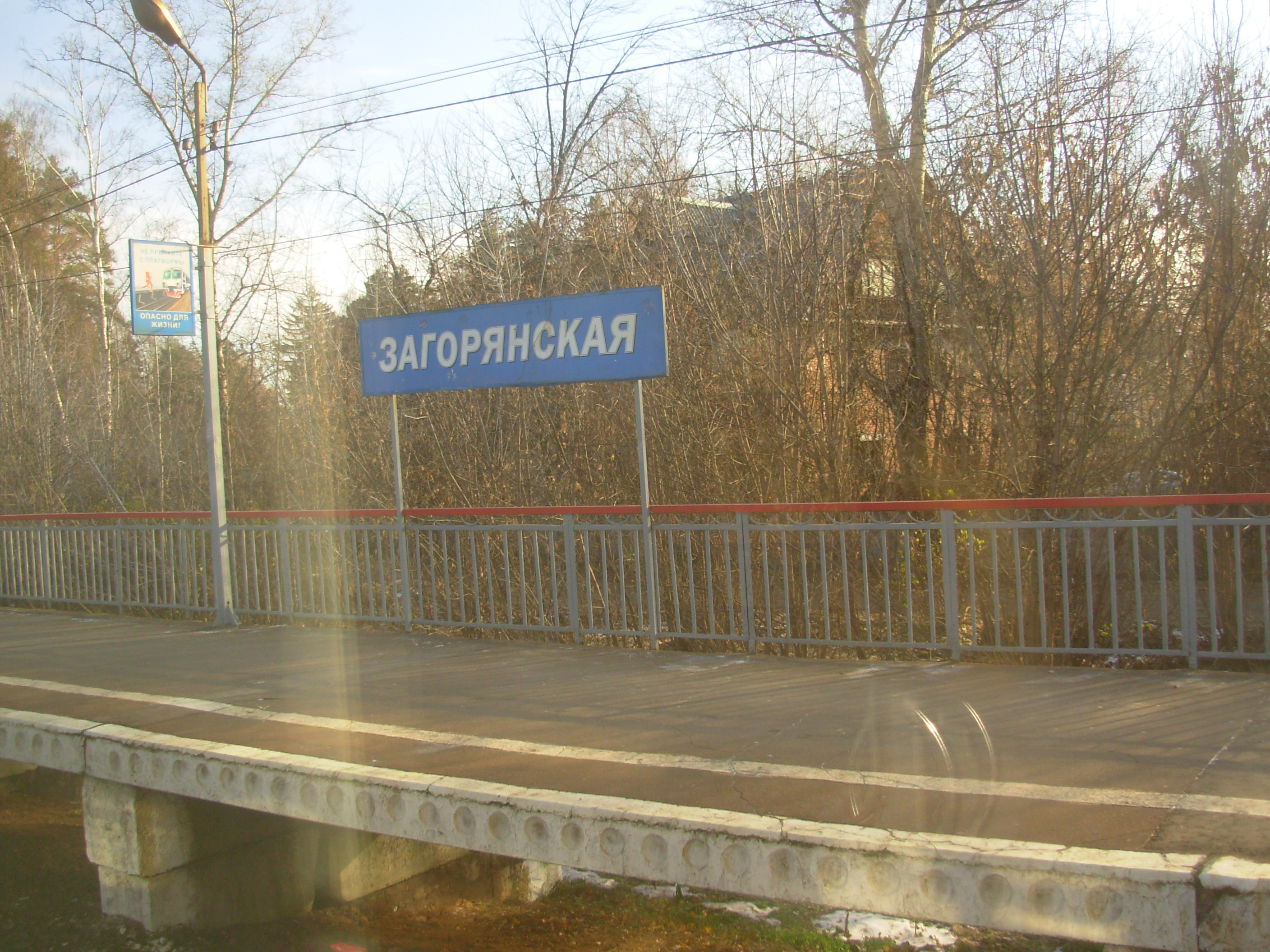